# 大钟亭
大钟亭位于中国江苏省南京市玄武区鼓楼广场东北侧大钟亭路1号、大钟亭公园内中心偏西，为重檐六角攒尖顶亭，高14.5米，采用铁梁铁柱（均为金陵机器局所制），屋面覆灰筒瓦，亭内悬挂铸造于明洪武二十一年（1388年）的铜钟，古亭晨钟一景被列为新金陵四十景之首。
亭中铜钟为紫铜浇铸，高3.56米，口径2.3米，重23吨，钟颈铸一周莲瓣纹，提梁饰云纹和波浪卷角。该钟原为明代南京钟楼遗物，当时钟楼内悬钟两口，清康熙年间钟楼倒塌后两钟坠地，一立一卧，立者毁于咸丰年间，卧者则在光绪十五年（1889年）由江宁布政使许振祎建亭悬挂于此。
公园内除大钟亭外，亭北的三姑殿相传为纪念因铸钟而献身的三个姑娘（一说为明蕲国公康茂才之女，一说为工匠之女）而建，另外部分附属建筑被用于经营饭店，但此举引发了对于文物保护的一些争议。

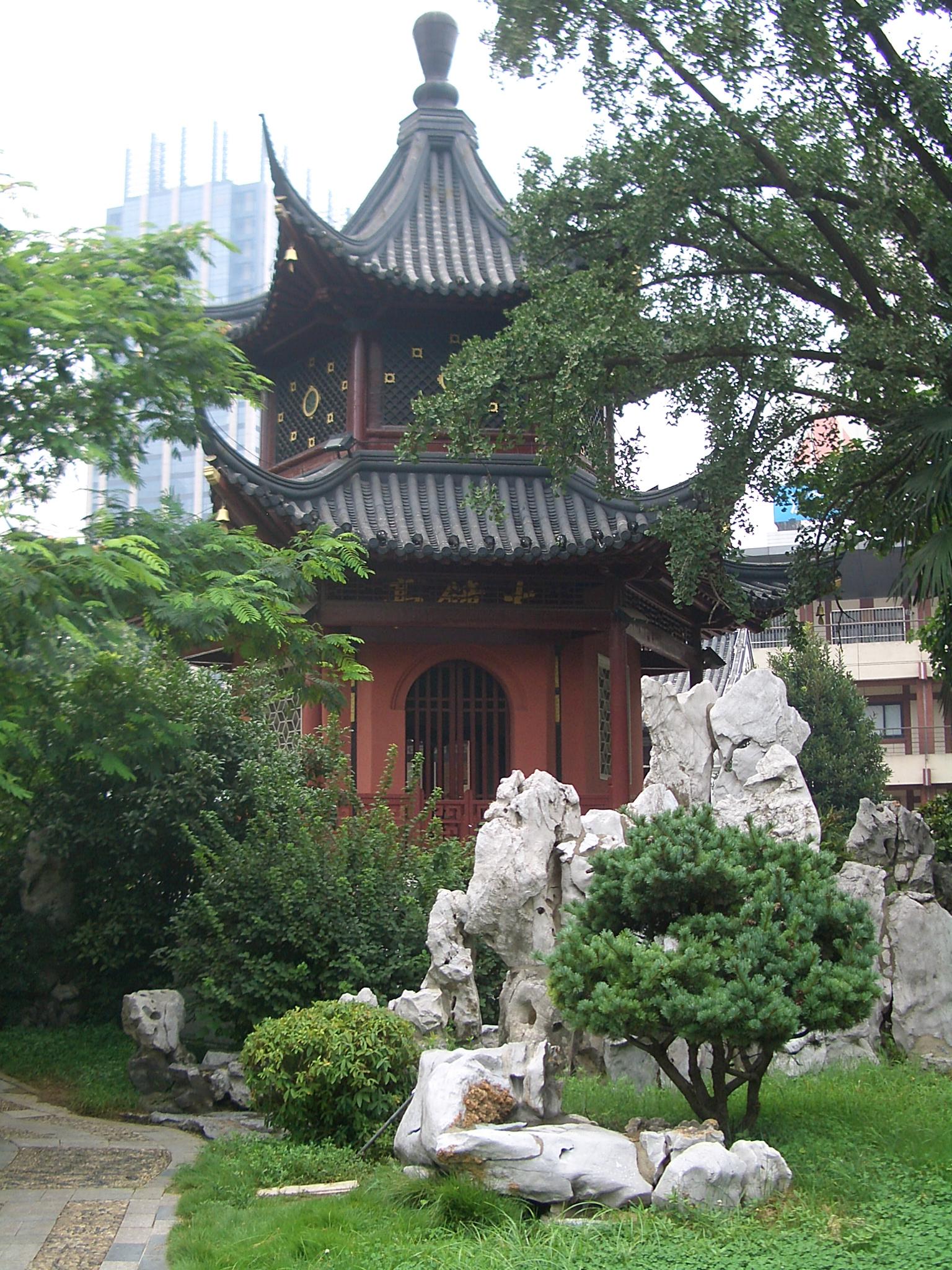
大钟亭
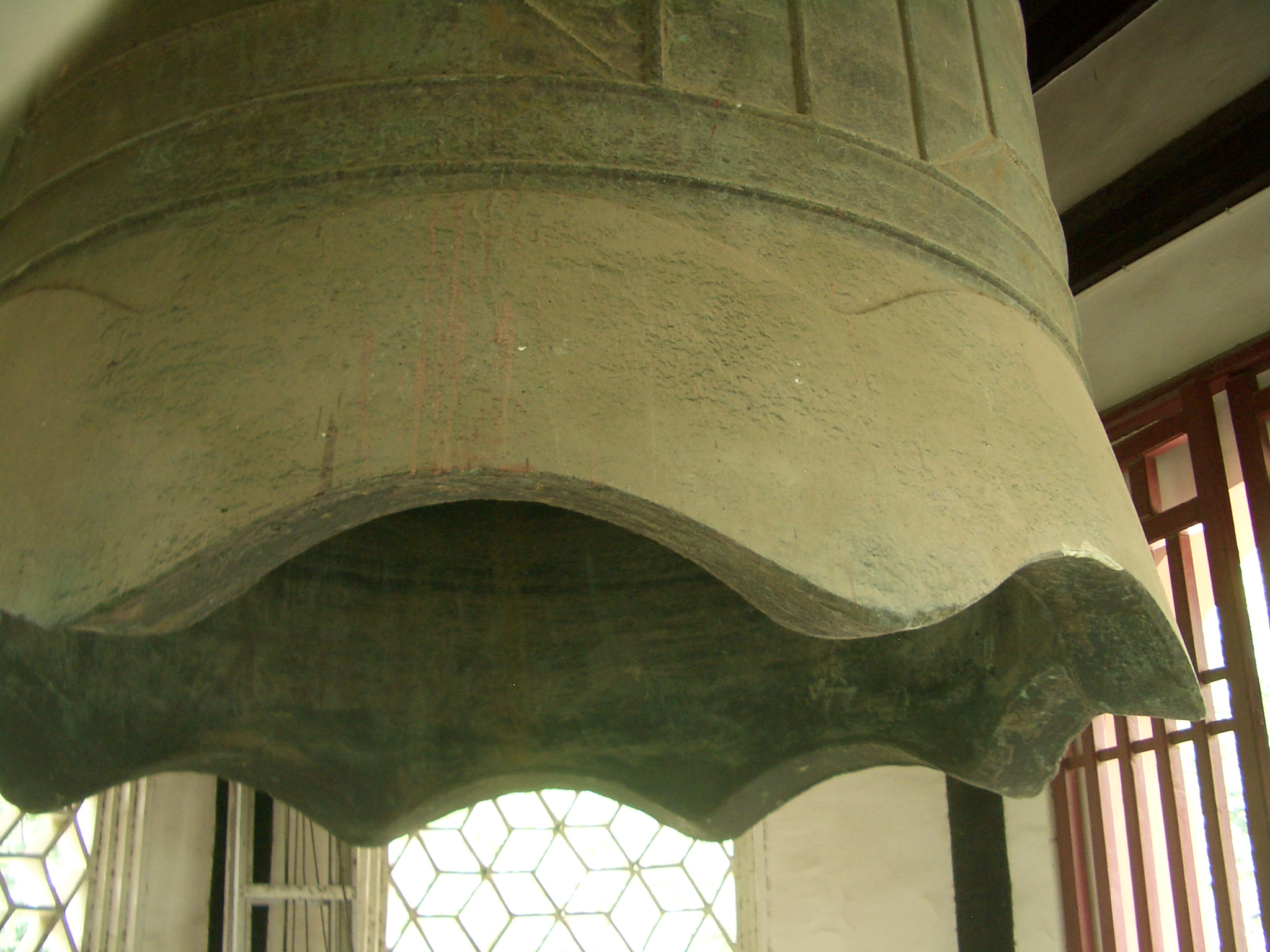
大钟亭内铜钟局部